# Egenhausen
Egenhausen ist eine kleine Gemeinde und ein Erholungsort im Landkreis Calw in Baden-Württemberg. Sie gehört zur Region Nordschwarzwald.

## Geografie

### Lage
Die Gemeinde liegt zwischen Schwarzwald und Heckengäu am Fuße des Kapfes in 493 bis 627 Meter Höhe.

### Gemeindegliederung
Zur Gemeinde Egenhausen gehören das Dorf Egenhausen, der Ort Ölmühle und die Häuser  Kapf.

## Geschichte

### Egenhausen im Mittelalter
Egenhausen wurde erstmals im Jahre 1353 urkundlich erwähnt. 1398 verkauften die Grafen von Hohenberg den Ort an die Markgrafschaft Baden, bevor 1603 Württemberg ihn aufkaufte und in das Amt Altensteig eingliederte.

### Mittelalterlicher Ort Sindelstetten
Im Gemeindegebiet liegt rechts des Bömbachs am Hang des Egenhauser Kapfes die abgegangene Ortschaft Sindelsteta. Sindelstetten taucht in einer auf das Jahr 1005 datierten, doch gefälschten Urkunde aus dem 12. Jahrhundert sowie um 1100 urkundlich erstmals auf. Bereits Mitte des 14. Jh. wird der Weiler in verschiedenen Urkunden nur noch als Ortsteil von Egenhausen genannt („beide Egenhausen“), aber noch Anfang des 16. Jh. als Gemarkung und die Bewohner Sindelstettens in Steuerbüchern erwähnt. In der zweiten Hälfte des 16. Jh. war der Ort wohl endgültig – zugunsten Egenhausens – aufgegeben worden. 1624 wird Sindelstetten als ein abgegangener Weiler bezeichnet.

### Mittelalterliche Kapelle
Nordwestlich vom Ort hatte wahrscheinlich kurz vor dem Altensteiger Gewerbegebiet „Turmfeld“ auf Egenhauser Gemarkung eine wohl hochmittelalterliche Kapelle gelegen. Die Kapelle zu den Trögen dürfte sich genauer im Bereich der früheren Verbindungsstraße von Spielberg nach Altensteig kurz vor der inzwischen gekappten Einmündung in die heutige Entlastungsstraße zur B28 befunden haben. Das Gewann trägt noch heute den verwandten Namen Trögelsbach, ebenso die Entlastungstrasse und eine nah gelegene Straße auf Altensteiger Gemarkung. Eine Landkarte aus dem Anfang des 17. Jh. zeigt noch Grundmauern der Kapelle.

### Neuzeit
Egenhausen teilte über Jahrhunderte das Schicksal der nur 3 km entfernten Stadt Altensteig, zu dessen Amt es gehörte. In Folge der Umsetzung der neuen Verwaltungsgliederung im 1806 gegründeten Königreich Württemberg wurde Egenhausen 1811 dem Oberamt Nagold zugeordnet.
Während der NS-Zeit in Württemberg fanden zwei Kreisreformen statt. Zunächst gab es 1934 lediglich eine Umbenennung des Oberamts in Kreis Nagold, dem Egenhausen von 1934 bis 1938 angehörte. Mit der größeren Kreisreform von 1938 kam Egenhausen zum Landkreis Calw.
Nach dem Zweiten Weltkrieg wurde der Ort Teil der Französischen Besatzungszone und erfuhr somit die Zuordnung zum neu gegründeten Land Württemberg-Hohenzollern, welches 1952 im Land Baden-Württemberg aufging.
Egenhausen konnte seine kommunale Selbständigkeit über die Kreis- und Gemeindereformen in Baden-Württemberg bewahren.

## Religion
- Die Evangelische Kirchengemeinde Egenhausen gehört seit 2014 mit der Kirchengemeinde Spielberg zur Evangelischen Gesamtkirchengemeinde Spielberg-Egenhausen[7] und zum Kirchenbezirk Calw-Nagold in der Evangelischen Landeskirche in Württemberg
- Neuapostolische Kirche Egenhausen
- Liebenzeller Gemeinschaft Egenhausen

## Politik

### Gemeinderat
Der Gemeinderat in Egenhausen hat zehn Mitglieder. Er besteht aus den ehrenamtlichen Gemeinderäten und dem Bürgermeister als Vorsitzendem mit Stimmrecht. In Egenhausen wurde 2024 nach dem System der Mehrheitswahl gewählt. Das bedeutet, dass nur eine Liste aufgestellt war und die Bewerber mit den höchsten Stimmenzahlen gewählt sind. Bei den Kommunalwahl am 9. Juni 2024 betrug die Wahlbeteiligung 70,0 % (2019: 68,49 %).

### Bürgermeister
Im November 2014 wurde Sven Holder mit 80,6 Prozent der Stimmen zum neuen Bürgermeister gewählt. Amtsvorgänger Frank Buob war nach 24 Jahren Amtszeit nicht mehr angetreten. Bei der Bürgermeisterwahl am 6. November 2022 wurde Holder mit 81,6 Prozent der Stimmen für eine zweite Amtszeit wiedergewählt.

### Wappen
Das Wappen zeigt auf rotem Grund eine Silberdistel mit silberner Blüte, bewurzeltem goldenem Stängel und sechs goldenen Blättern.

### Haushalt
Die Gemeinde Egenhausen ist mit Stand vom 31. Dezember 2021 schuldenfrei.

## Söhne und Töchter der Gemeinde
- Johannes Rath (1876–1945), Politiker (DVP), Landtagsabgeordneter